# Мягрека (река)
Мя́грека — река в России, протекает по территории Беломорского и Кемского районов Республики Карелия. Впадает в Белое море на Поморском берегу.
Длина реки составляет 48 км, площадь водосборного бассейна — 387 км². Среднегодовой расход воды в районе станции Мягрека (11 км от устья) составляет 2,57 м³/с (данные наблюдений с 1957 по 1988 год).

## Данные водного реестра
По данным государственного водного реестра России относится к Баренцево-Беломорскому бассейновому округу, водохозяйственный участок реки — реки бассейна Онежской губы от южной границы бассейна реки Кемь до западной границы бассейна реки Унежма, без реки Нижний Выг. Речной бассейн реки — бассейны рек Кольского полуострова и Карелии, впадающих в Белое море.
Код объекта в государственном водном реестре — 02020001412102000004845.

## Притоки
(расстояние от устья)
- 7,8 км — ручей Глубокий (лв)
- 14 км — Малая Мягрека (пр)
- 16 км — Фомин Ручей (лв)